# Teoria ubóstwa Eliasa Gannage
Teoria ubóstwa Eliasa Gannage – teoria, którą przedstawił Elias Gannage w swoim dziele wydanym w roku 1962 w Economie du Développement, według której kraje słabo rozwinięte nie mogę wejść na drogę rozwoju – wpadają w tak zwany zaklęty krąg ubóstwa.
E. Gannage wyjaśnia swoją teorię brakiem inwestycji, które są spowodowane niskim dochodem społeczeństwa. Niski dochód narodowy w krajach rozwijających się oznacza, że ludność relatywnie dużo dochodu przeznacza na konsumpcję. Niski poziom oszczędności ze źródeł wewnętrznych oznacza niskie rozmiary akumulacji kapitału, a w rezultacie niedostateczne są rozmiary inwestycji. Niskie inwestycje z kolei są powodem niskiego poziomu dochodu narodowego.